# Nándor Csóka
Nándor Csóka (* 17. Oktober 1996 in Miskolc) ist ein ungarischer Boxer im Fliegengewicht.

## Karriere
Der rund 1,72 m große Fliegengewichtler (bis 52 kg) begann 2011 mit dem Boxsport und wurde bereits 2013 ungarischer Jugendmeister. Er war Teilnehmer der Jugend-Europameisterschaften 2013 in Rotterdam und 2014 in Zagreb, wobei er jeweils in der Vorrunde gegen Viliam Tankó bzw. Nikola Bukilica ausschied. Bei den Jugend-Weltmeisterschaften 2014 in Sofia scheiterte er in der Vorrunde an Karthik Sathish Kumar.
Im Juni 2015 startete er erstmals bei einem Elite-Bewerb, als er bei den Europaspielen in Baku an den Start ging. Er besiegte Maciej Jóźwik, ehe er im Achtelfinale gegen Narek Abgaryan unterlag. Im August 2015 erreichte er dann seinen bisher größten Erfolg, als er eine Bronzemedaille bei den Europameisterschaften in Samokow gewann. Er hatte dabei Ferhat Pehlivan und Dodji Ayigah geschlagen, ehe er im Halbfinale gegen Daniel Assenow unterlag. Im Oktober 2015 nahm er noch an den Weltmeisterschaften in Doha teil, schied aber im Vorrundenkampf gegen David Jiménez aus. Zudem gewann er 2015 die ungarischen Meisterschaften.
2016 versuchte er sich für die Olympischen Spiele von Rio zu qualifizieren, scheiterte aber bei den Ausscheidungsturnieren in Samsun und Baku gegen Muhammad Ali bzw. Ryōmei Tanaka.
Bei den Europameisterschaften 2017 schied er in der Vorrunde gegen Peter McGrail aus. 2018 wurde er erneut ungarischer Meister im Bantamgewicht.
2019 nahm er an den Europaspielen und 2021 an den Weltmeisterschaften teil.